# Cuerpo Jurídico de la Armada
El Cuerpo Jurídico de la Armada fue uno de los Cuerpos Patentados de la Armada Española hasta su desaparición en 1989, debido a la unificación de los Cuerpos Jurídicos de los tres Ejércitos en el Cuerpo Jurídico Militar, por la Ley 17/1989 (formando parte de lo que se conoce como Cuerpos Comunes de las Fuerzas Armadas).

## Historia
Un primer lejano antecedente de los Auditores de la Armada puede encontrarse en el sistema de mando y justicia establecido en las Siete Partidas (Partida II, Título XXIV, «que falla de la guerra que se face por mar»). 
Durante el reinado de los Reyes Católicos (fines del siglo XV) se creó la figura del Auditor General "de las gentes de guerra", antecedente del Cuerpo Jurídico-Militar de la Armada.
Ya la Ordenanza del 26 de junio de 1571 preveía asesores jurídicos en la Armada y en 1587 se establecieron las Ordenanzas de Alejandro Farnesio ("Primeras de Flandes") que junto a la Real Ordenanza del 28 de diciembre de 1701 ("Segundas de Flandes") instauraron los Consejos de Guerra. Alejandro de Farnesio, se hacía acompañar en las provincias de Flandes por un ilustre jurisconsulto, incorporando al Ejército, con una de las más elevadas jerarquías, a un gran Preboste judicial, Baltasar de Ayala, soldado y juez, que hace una afirmación categórica: «No hay seguridad en las Armas sin el Derecho, pero el Derecho no tiene efectividad tampoco sin el concurso de las Armas». La incorporación de un Auditor general a los Ejércitos fue una gran consecución de Felipe II, porque significó un empeño de gran elevación espiritual, inspirado en que la justicia sea el móvil del Ejército.
Finalmente, en el año 1768 las Ordenanzas de Carlos III de España modificaron y detallaron las atribuciones del Auditor de Guerra.

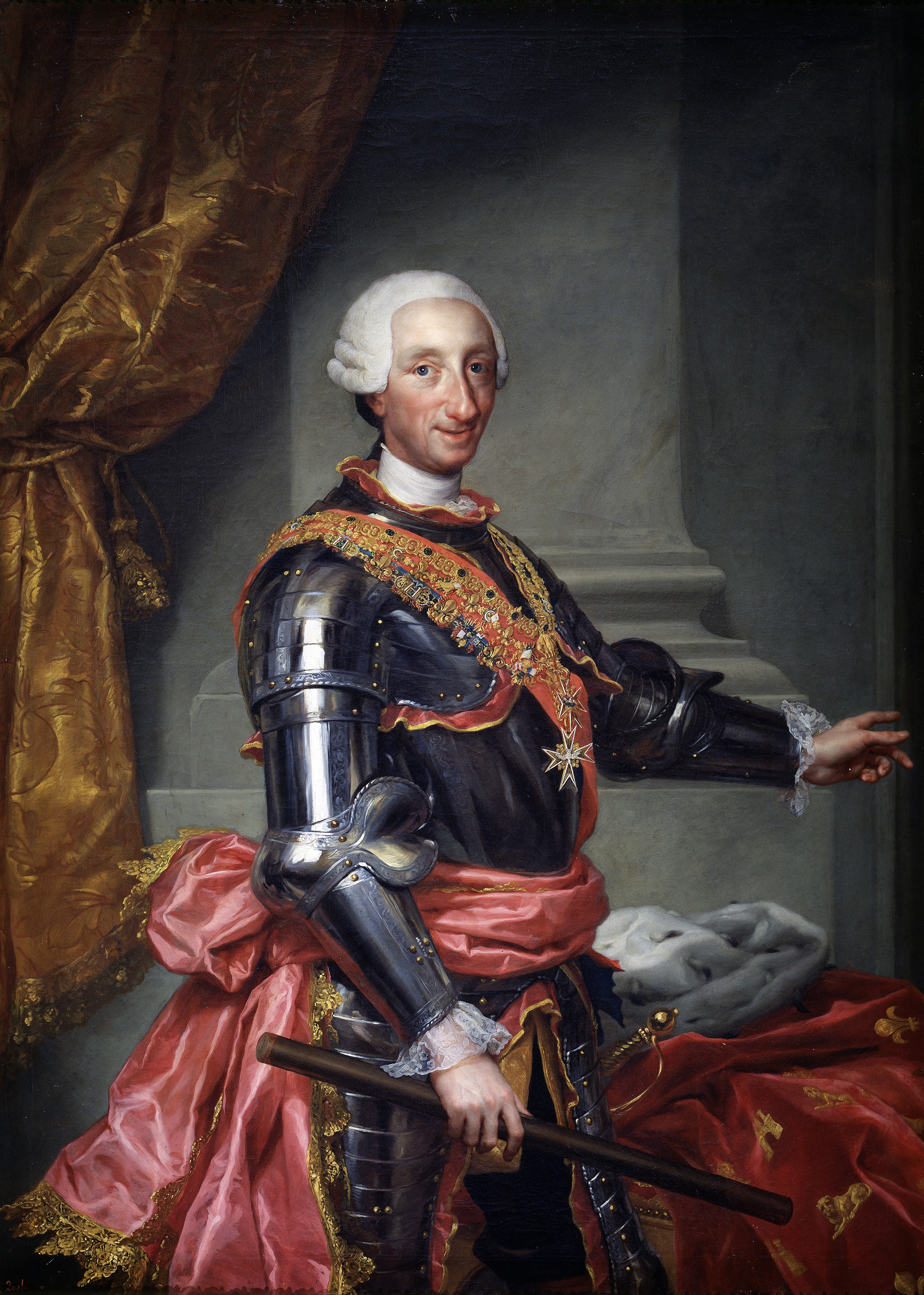
Carlos III

Por su parte, las Ordenanzas de Mar Océano (24 de enero de 1635) establecieron que «Para administrar justicia se halla sirviendo en la Armada un Auditor General por mi nombramiento, el cual ha de determinar todos los casos de justicia que se ofreciesen entre las gentes de mar y guerra que sirvieren en dicha Armada y Escuadra, en conformidad con su título, con comunicación de su Capitán General, como siempre se ha acostumbrado, y tendrá el dicho Auditor dos alguaciles y un escribano para el ejercicio de su oficio.»
Posteriormente, las Ordenanzas de la Armada del Infante Almirante (1737) establecieron la jurisdicción del Almirantazgo, las Ordenanzas de 1748 establecieron el núcleo del Derecho Penal Militar de la Marina de Guerra, la Real Orden del 1 de enero de 1751 resolvió De los ministros destinados en las provincias para ejercer en ellas la jurisdicción de Marina, se dispuso una Real Ordenanza naval para el servicio de los baxeles de Su Majestad (Barcelona, 18 de septiembre de 1802) y otra Real Ordenanza para el gobierno de los montes y arbolados de la jurisdicción de Marina (7 de agosto de 1803) que establecía la asistencia de un auditor a los Comandantes de Escuadra y a los de provincia.
Pero no se crearía un Cuerpo de Auditores encargado de la justicia militar y del asesoramiento en materia de Derecho de la Guerra y la Marina hasta el Real Decreto del 22 de diciembre de 1852, complementado por un nuevo Real Decreto del 8 de abril de 1857, dejándose de hablar desde entonces de Juzgados de Marina, sustituyéndose esta denominación por la del Cuerpo Jurídico de la Armada, que en realidad creó esta disposición. El decreto estableció que habría seis Auditores, diez Asesores de primera clase, veinticinco de segunda, seis Fiscales de Auditorías, diez Fiscales de Juzgados o Asesorías de primera y veinticinco de segunda. Los Auditores Navales se distribuían, uno en el Juzgado de la Dirección de la Armada, otro en cada uno de los tres Departamentos de la Península y otros dos en los apostaderos de La Habana y Filipinas. El Director de la Armada debía poner a consideración de la reina Isabel II de España ternas para la selección, o siendo elegibles para los Auditores de Departamentos o Apostaderos los naturales de la jurisdicción. Los Auditores tendrían los mismos sueldos, derechos y honores que los de las capitanías generales del fuero militar.

Posteriormente, el Real Decreto del 19 de octubre de 1866 reguló el ingreso por oposición y empleó por primera vez la denominación de Cuerpo Jurídico Militar mientras que el dictado el 9 de abril de 1874 otorgó a sus miembros uniforme, honores y empleos asimilados a los del Ejército.

El 9 de octubre de 1882, 17 de noviembre de 1886, 23 de julio de 1910 y 26 de noviembre de 1920 se dictaron nuevos Reglamentos para el Cuerpo Jurídico Militar.
Para la década de 1920 «pertenecer al cuerpo jurídico de la Armada era algo enormemente selectivo, pues estaba compuesto por solo sesenta individuos en toda España. De la misma manera que ingresar en el cuerpo jurídico militar proporcionaba, además de la general consideración social, unos ingresos seguros que garantizaban la libertad en el ejercicio de la abogacía».
Tras una nueva modificación reglamentaria del 26 de febrero de 1930, la Ley de 12 de septiembre de 1932 dispuso la desmilitarización del Cuerpo, decisión que se revirtió por Ley del 17 de julio de 1935 que también disponía la redacción de un nuevo reglamento, que no llegó a publicarse a consecuencia del levantamiento del 18 de julio de 1936 y la consiguiente guerra civil.
El 1 de febrero de 1946 se aprobaría por decreto un nuevo reglamento orgánico para el Cuerpo Jurídico Militar en su conjunto.
Tras la transición española, la Ley Orgánica 1/1984 dispuso la unificación de los servicios cuyas funciones no fueran exclusivas de un solo Ejército. En ese sentido, por Ley 6/1988 del 5 de abril creó el Cuerpo Jurídico Militar de la Defensa, en el que se unificaron los Cuerpos Jurídicos Militares de los tres Ejércitos, con lo que el Cuerpo Jurídico de la Armada dejó de existir. Esta unificación originó malestar entre muchos componentes del Cuerpo resultante, especialmente entre los de la Armada, donde un número considerable de miembros, recurrió a todas las instancias judiciales y administrativas contra la unificación, aunque no tuvieron éxito. No obstante, puso de manifiesto la profunda vinculación que sentían con la Armada, más que con la función técnica que desempeñaban, seña de identidad que singularizó y diferenció al Cuerpo Jurídico de la Armada de los otros dos.
En otras Armadas podemos encontrar Cuerpos con similares funciones, como es el caso de la Abogacía General de la Marina de los Estados Unidos, más conocido por sus iniciales en inglés: JAG. En la Marina francesa existe el Commissariat de la Marine, aunque es un Cuerpo con más competencias, ya que abarca las de los Cuerpos de Intendencia y Jurídico,  del mismo modo ocurre en la marina italiana con el Commissariato Militare Marittimo , el Cuerpo Jurídico Naval, de la Armada de Chile o el Escalafón Auditoría del Cuerpo Profesional de la Armada Argentina.
Galletas para gorra
|                                |                                   |                             |                             |                                 |                                 |  |  |  |  |
| Oficiales (época Alfonso XIII) | Generales (época de Alfonso XIII) | Oficiales (época de Franco) | Generales (época de Franco) | Oficiales (época Juan Carlos I) | Generales (época Juan Carlos I) |  |  |  |  |
|                                |                                   |                             |                             |                                 |                                 |  |  |  |  |

## Empleos
Estas son las denominaciones de los empleos del Cuerpo Jurídico de la Armada y las equivalencias con el Cuerpo General de la Armada:
- Alférez-Alumno.............................Alférez de Fragata
- Teniente Auditor............................Alférez de Navío
- Capitán Auditor..............................Teniente de Navío
- Comandante Auditor......................Capitán de Corbeta
- Teniente Coronel Auditor...............Capitán de Fragata
- Coronel Auditor..............................Capitán de Navío
- General Auditor..............................Contralmirante
- Ministro Togado de la Armada........Vicealmirante

| sombr                                              |
| Sombrero apuntado de oficial. (Reglamento de 1909) |

| Gorra1                                 |
| Gorra para oficiales (época de Franco) |

| Gorra2                             |
| Gorra para Jefes (época de Franco) |

| gorra3                                 |
| Gorra para generales (época de Franco) |

| comte                                  |
| Palas de Comte. Aud. (época de Franco) |

| JC1                                               |
| Palas de Ministro Togado (época de Juan Carlos I) |

| Gral. Aud                                          |
| Bocamanga Coronel Aud. (Medalla Militar Colectiva) |

|                        |
| Fajín de Gral. Auditor |

## Divisas y Distintivos
El distintivo del Cuerpo es un hacha en un haz de lictores, inspirado en las fasces romanas, que eran un símbolo de poder militar (se puede quebrar una sola vara, pero no un haz) y el hacha de la justicia. El haz de lictores naval no estaba rodeado de laurel como el del Ejército. En el reglamento de 1979 se describe así: "… fasces bordados en oro, la segur de 28 mm de longitud tiene su filo curvado de 6mm y toda esta está bordada en líneas horizontales. El haz de varas tendrá seis medias cañas verticales de 16 mm unidos por dos ligadas aspadas". El filo del hacha debe quedar mirando hacia atrás en las bocamangas o en las palas. Al igual que en el resto de Cuerpos Patentados de la Armada, el distintivo iba sobre las divisas en las bocamangas del uniforme y estas, sobre fondo morado-violeta distintivo del Cuerpo Jurídico.
| Bandera de España |              |              |                |                |              |              |              |  |  |  |  |  |  |  |  |  |  |  |
| Ministro Togado   | General Aud. | Coronel Aud. | Tte. Col. Aud. | Comte. Auditor | Capitán Aud. | Tte. Auditor | Alférez Aud. |  |  |  |  |  |  |  |  |  |  |  |

Además de los galones propios, el Cuerpo Jurídico tenía una Placa, que se colocaba en el lado izquierdo del uniforme, en las ocasiones en que era necesario el uso de condecoraciones y se colocaba junto a estas o al celebrarse un Consejo de Guerra (en este caso, se utilizaba únicamente la Placa).
La Placa usada desde el empleo de Capitán hasta el de Ministro Togado era de oro; para los Tenientes Auditores el modelo era igual, con la diferencia de que esta era de plata (debido a lo costosa que era esta placa, al ascender al empleo de capitán, los oficiales del Cuerpo la llevaban a bañar en oro, consiguiendo un importante ahorro).
Otro de los ceremoniales en los Consejos de Guerra, además del uso de la Placa en el uniforme, consistía en que el Juez Togado ponía su sable encima de la mesa durante la celebración de los mismos. (Curiosamente se les denomina "jueces togados" y no utilizan esta prenda, sino únicamente el uniforme de oficial de la Armada).
Placas de Auditor de la Armada
|         |              |  |  |  |  |  |  |  |  |
| Auditor | Tte. Auditor |  |  |  |  |  |  |  |  |
|         |              |  |  |  |  |  |  |  |  |

Los oficiales con la Especialidad de Derecho Internacional Militar, lucían los distintivos llamados "carlangas", que se llevan a ambos lados del cuello y que son un reminiscencia del galón que rodeaba el cuello y las solapas de los uniformes antiguos de los Auditores navales. Estas serán de 5,5 centímetros de largo por 1 centímetro de ancho, bordadas o en metal dorado. 
| Alfonso XIII |
|              |

## Enlace a otros Cuerpos de la Armada
- Cuerpo General de la Armada
- Cuerpo de Ingenieros de la Armada
- Cuerpo de Infantería de Marina
- Cuerpo de Máquinas de la Armada
- Cuerpo de Intendencia de la Armada
- Cuerpo de Sanidad de la Armada
- Cuerpo Eclesiástico de la Armada
- Cuerpo de Intervención de la Armada